# Molnárgörény
A molnárgörény vagy mezei görény (Mustela eversmannii) egy kis termetű ragadozó, ami a menyétfélék családjába tartozik. Rokona a közönséges görény és a vadászgörény.

## Előfordulása
A mezei görény élőhelyei Kelet-Európa és a volt Szovjetunió tagállamainak füves síkságai. Elterjedésének nyugati határa a Dunántúl térsége. Megtalálható ezen kívül Mongóliában, és Kínában is.
Jelentősebb állományai találhatók az Alföldön is. Nyílt területek, embert kerülő ragadozója.

## Megjelenése
A közönséges görénytől leginkább kissé világosabb bundájában, és a nem teljes pofáját borító, szem körüli maszkjában különbözik.
30–45 cm hosszú, 13 cm magas állatok, a nőstény 600-650 g, a hím 900-1000 g.

## Szaporodása
Nászidőszaka márciustól augusztusig terjedő időszakra esik, vemhessége 39-43 napig tart, 7-18 kölyök születik, az anya egyedül neveli az utódokat.A kölykök 1 hónapig vakok, 3 hónaposan önállóak.
1 évesen ivarérettek.
Hibridizálódhat a közönséges görénnyel.

## Viselkedése
Habár megjelenésében nagyon hasonlít a közönséges görényre viselkedése sokkal agresszívebb, vérmérséklete sokkal hevesebb. Tenyésztők elmondása szerint nagyon nehezen viseli a fogságot, egy olyan ketrecet könnyedén szétfeszeget, ami egy közönséges görényt, vagy vadászgörényt visszatart. Megfigyelték, hogy fogságban a molnárgörény anya megöli az utódait, ha nagyobb stressz éri. A kommunikációja is eltér a közönséges görénytől, míg a közönséges görény makogás-szerű, és visító hangokkal kommunikál, a molnárgörény madárcsicsergés-szerű hangokat ad.